# Conospermum cinereum
Conospermum cinereum (лат.) — кустарник, вид рода Коноспермум (Conospermum) семейства Протейные (Proteaceae), эндемик Западной Австралии.

## Ботаническое описание
Conospermum cinereum — веретеновидный кустарник высотой до 1,5 м. Листья от яйцевидных до ланцетных, 1,1-6,3 см длиной, 1-10 мм шириной, восходящие, молодые листья опушённые, после созревания — гладкие; верхушка дельтовидная; средняя и две боковые жилки заметно приподняты. Соцветие — рыхлая колючая метёлка, выходящая за пределы листьев; цветоносный побег 5,5-18 см длиной, опушённый; прицветники яйцевидные, 2-2,6 мм длиной, 1,2-1,6 мм шириной, бархатистые в основании и по нижним сторонам. Околоцветник белый; трубка длиной 2,5-3,5 мм, ворсинчато-шерстистая; верхняя губа длиной 1,5-2,3 мм, около 1 мм шириной. Цветёт в июне-октябре. Плод — орех длиной 2,2-2,7 мм, шириной 2,2-2,4 мм, оранжево-коричневатоый опушённый; волоски по окружности c. 1,6 мм длиной, беловато-розовые; центральный пучок волосков около 2 мм длиной, красный.

## Таксономия
Впервые этот вид был описан в 1995 году Элеонорой Марион Беннетт в Flora of Australia по образцу, собранному ею в 1985 году близ автодороги Тулибин-Тинкуррин.

## Распространение
Conospermum cinereum — эндемик Западной Австралии. Встречается на песчаных равнинах в южной части регионов Уитбелт и Большой Южный Западной Австралии, где растёт на песчаных почвах.